# Цинарехи
Цинарехи (груз. წინარეხი) — село в Грузии, на территории Каспского муниципалитета края (мхаре) Шида-Картли.

## География
Село находится в центральной части Грузии, на левом берегу реки Кавтуры (правый приток Куры), на расстоянии приблизительно 7 километров (по прямой) к юго-юго-востоку от города Каспи, административного центра муниципалитета. Абсолютная высота — 786 метров над уровнем моря.

## Население
По результатам официальной переписи населения 2014 года, в Цинарехи проживало 324 человека (166 мужчин и 158 женщин). В национальной структуре населения грузины составляли 99,7 %, осетины — 0,3 %.
| Год  | Население, человек |
| ---- | ------------------ |
| 2002 | 429                |
| 2014 | ↘ 324              |